# Obhausen
Obhausen è un comune tedesco di 2 211 abitanti situato nel land della Sassonia-Anhalt.
Dal 1º gennaio 2010 ha incorporato l'ex comune di Esperstedt, ora frazione di Obhausen.